# Kate McNeil
Pour les articles homonymes, voir McNeil.
Kate McNeil est une actrice américaine, née le 17 août 1959 à Philadelphie, Pennsylvanie aux États-Unis.

## Biographie
Kate McNeil a étudié à l'école secondaire d'Harriton dans le quartier de Rosemont, en Pennsylvanie. Elle a obtenu une maîtrise en éducation spécialisée au Cal State Northridge.
Elle a commencé sa carrière d'actrice dans le feuilleton As the World Turns, en 1981. En 1982, elle est apparue dans la comédie à petit budget Beach House. La même année, elle a joué le rôle principal du film d'horreur The House on Sorority Row. En 1985, Kate McNeil apparait dans la mini-série Kane & Abel. Elle est la covedette dans Incidents de parcours (1988), de George A. Romero. Dans les années 1990, Kate McNeil est apparue comme Janet Gilchrist dans les trois derniers films Waltons TV.
Dans les années 1990, Kate McNeil était une actrice de deux émissions de télévision, et WIOU Bodies of Evidence. Kate McNeil a également fait de nombreuses apparitions télévisées. Elle est apparue dans Histoires fantastiques (Amazing Stories), Simon et Simon (Simon & Simon), Femmes d'affaires et dames de cœur (Femmes Design) et Jack Killian, l'homme au micro (Midnight Caller), Code Quantum (Quantum Leap), Arabesque (Murder, She Wrote), Babylon 5, Diagnostic : Meurtre (Diagnosis Murder) et bien d'autres.

## Filmographie

### Cinéma
- 1982 : Beach House : Cindy
- 1982 : The House on Sorority Row : Katherine
- 1988 : Incidents de parcours (Monkey Shines) de George Andrew Romero : Melanie Parker
- 1994 : I'll Do Anything : Stacy
- 1995 : Mort subite (Sudden Death) : Frances Hayes
- 1997 : Shadow Dancer : Kathi
- 2000 : Space Cowboys : Une femme astronaute
- 2001 : The Caveman's Valentine : Betty
- 2001 : Glitter : Karen Diana
- 2002 : Until Morning : Gillian Scott

### Télévision
- 1981-1984 : As the World Turns (série télévisée) (8 épisodes) : Karen Haines Stenbeck Dixon
- 1986 : Tel père, tel fils (téléfilm) : Kristi
- 1986 : Nord et Sud (saison 2) : Augusta Barclay
- 1987 : Histoires fantastiques (Amazing Stories) (série télévisée) (1 épisode) : Patty O'Neil
- 1988 : Simon et Simon (Simon & Simon) (série télévisée) (1 épisode) : Trish Van Alder
- 1989 : Femmes d'affaires et dames de cœur (Femmes Design) (série télévisée) (1 épisode) : Libby
- 1990 : Jack Killian, l'homme au micro (Midnight Caller) (série télévisée) (1 épisode) : Rev. Summer
- 1990 : Anything But Love (série télévisée) (2 épisodes) : Gail
- 1990 : The Bakery (téléfilm) : Dana Buchanan
- 1990- 1991 : WIOU (série télévisée) (18 épisodes) : Taylor Young
- 1991 : Dear John (série télévisée) (1 épisode) : Carol
- 1991 : Arabesque (Murder, She Wrote) (série télévisée) (1 épisode) : Kate Walden
- 1992 : Code Quantum (Quantum Leap) (série télévisée) (1 épisode) : Olivia Covington
- 1992- 1993 : Enquête privée (série télévisée) (13 épisodes) : Det. Nora Houghton
- 1993 : A Walton Thanksgiving Reunion (téléfilm) : Janet Gilchrist
- 1994 : Babylon 5 (série télévisée) (1 épisode) : Janice Rosen
- 1995 : A Walton Wedding (téléfilm) : Janet Gilchrist
- 1995 : The Best Defense (téléfilm) : Michelle Best
- 1996 : Diagnostic: meurtre (série télévisée) (1 épisode) : Jennifer Stratton / Joan
- 1996 : L'affaire Ramsey (Escape Clause) (téléfilm) : Sarah Ramsey
- 1997 : A Walton Easter (téléfilm) : Janet Gilchrist Walton
- 1997 : Trahison intime (Sleeping with the Devil) (téléfilm) : Liz
- 1997 : Promised Land (en) (série télévisée) (1 épisode) : Laura Dunbar
- 1998 : La croisière s'amuse, nouvelle vague (série télévisée) (3 épisodes) : Pat Kennedy
- 1999 : Providence (série télévisée) (1 épisode) : Randi
- 1999 : Ally McBeal (série télévisée) (1 épisode) : Marianne Harper
- 1999 : Les petites surprises de la vie (Half a Dozen Babies) (téléfilm) : Lynda Smirz
- 2000 : X-Files (série télévisée) (saison 7, épisode Coup du sort) : Nan Wieder
- 2000 : Nash Bridges (série télévisée) (1 épisode) : Rose Torry
- 2000 : Code d'honneur (One Kill) (téléfilm) : Maj. Leslie Nesbitt
- 2000 : American Tragedy (téléfilm) : Dr. Clarkson
- 2001 : Associées pour la loi (série télévisée) (1 épisode) : Jenny
- 2001 : Les Experts (série télévisée) (1 épisode) : Sharon Woodbury
- 2001 : Urgences (série télévisée) (1 épisode) : Mrs. Pendry
- 2002 : Les Anges du bonheur (série télévisée) (1 épisode) : Sarah Berrington
- 2003- 2004 : Mes plus belles années (American Dreams) (série télévisée) (3 épisodes) : Doris Mason
- 2004 : NCIS : Enquêtes spéciales (série télévisée) (1 épisode) : Commandant Margaret Green
- 2004 : FBI : Portés disparus (série télévisée) (1 épisode) : Attorney Marian Costello
- 2005 : Cold Case : Affaire classés (série télévisée) (1 épisode) : Beth Adams
- 2005 : Star Trek : Enterprise (série télévisée) (1 épisode) : Commandant Collins
- 2005 : Veronica Mars (série télévisée) (1 épisode) : Betina Casablancas
- 2005 : Bones (série télévisée) (1 épisode) : Audrey Schilling
- 2008 : Mentalist (série télévisée) (1 épisode) : Katherine Blakely
- 2010 : Los Angeles, police judiciaire (série télévisée) (1 épisode) : Patricia Nelson
- 2011 : Big Love (série télévisée) (2 épisode) : Sister Mary
- 2012 : Mad Men (série télévisée) (1 épisode) : Edith Huff
- 2012 : Longmire (série télévisée) (1 épisode) : Maureen Mace
- 2012 : NCIS : Los Angeles (série télévisée) (1 épisode) : Carol Adams
- 2016 : Code Black (série télévisée) (1 épisode) : Anne Stringer
- 2016 : Grey's Anatomy (série télévisée) (1 épisode) : La mère de Tess
- 2021 : Them (série télévisée) (2 épisodes) : Dr. Frances Moynihan

### Nominations
Sitges - Catalonian International Film Festival : prix de la meilleure actrice pour son rôle dans Incidents de parcours (gagnante).